# سية دولان
سية دولان هي قرية في مقاطعة سراب، إيران. عدد سكان هذه القرية هو 179 في سنة 2006.